# Моноксид дикарбону
Моноксид дикарбону (C2O) — молекула, що містить два атоми вуглецю та один атом кисню. Це лінійна молекула, яка через свою простоту представляє інтерес у різних областях. Однак ця речовина настільки реактивна, що її не можна зустріти в повсякденному житті. Вона класифікується як карбен, кумулен і оксокарбон.

## Поширеність
Моноксид дикарбону є продуктом фотолізу діоксиду тривуглецю:
C3O2 → CO + C2O
Він достатньо стабільний, щоб спостерігати його реакції з NO і NO2.
У металоорганічній хімії його називають кетеніліденом, це ліганд, який спостерігається в карбонільних кластерах металів, наприклад [OC2Co3CO)9]+. Кетенілідени пропонуються як проміжні продукти в механізмі зростання ланцюга процесу Фішера-Тропша, який перетворює монооксид вуглецю та водень на вуглеводневе паливо.
Фосфорорганічна сполука (C6H5)3PCCO (CAS № 15596-07-3) містить функціональну групу C2O.